# Реформа української хімічної термінології
Реформа української хімічної термінології — серія змін української хімічної термінології, внесених у 90-х роках XX ст. Метою реформи було звільнення української мови від використовуваної раніше радянської хімічної термінології та узгодження української хімічної термінології з іншомовною (перш за все, англійською). Доцільність даної реформи, однак, викликає серйозні дискусії.

## Зміни назв хімічних елементів
В результаті реформи було змінено назви деяких хімічних елементів (не слід плутати з простими речовинами, для яких українські назви здебільшого було збережено):водень → Гідроген, вуглець → Карбон, кисень → Оксиген, азот → Нітроген, фтор → Флуор, кремній → Силіцій, сірка → Сульфур, марганець → Манган, залізо→ Ферум, нікель → Нікол, мідь → Купрум, миш'як → Арсен, срібло → Аргентум, олово → Станум (або Цина), сурма → Стибій, платина → Платинум, золото → Аурум, ртуть → Меркурій, свинець → Плюмбум, вісмут → Бісмут.
Більшість нових назв споріднені з латинськими, на основі яких було створено символи хімічних елементів. Виняток — нова назва ртуті (меркурій), що не має зв'язку з позначенням Hg (Hidrargyrum). Ці назви було офіційно введено стандартом ДСТУ 2439-94 в 1994 році.
Ці зміни, що просувалися представниками Київської хімічної школі (В. В. Скопенко, О. А. Голуб та ін.), критикувались іншими українськими вченими. Особливу критику викликала відмова від традиційних українських назв хімічних елементів (водень, вуглець, залізо тощо) та заміна їх іншомовними назвами, що не мають традиції використання в українській мові. У той же час, назви хімічних елементів, вживані раніше, продовжують використовуватись як назви простих речовин більшості перейменованих хімічних елементів. Однак для решти елементів не було запроваджено окремих назв простої речовини (наприклад, як хімічний елемент Cl, так і його проста речовина Cl2 називаються «хлор»), тому таке розрізнення не є послідовним. Твердження авторів і прихильників стандарту, що заміна українських назв хімічних елементів на їхні латинізовані відповідники полегшить входження України до міжнародного і європейського інформаційного простору, не витримує критики, оскільки в усіх основних мовах світу є назви елементів, які склалися історично і стали для тих мов традиційними (наприклад, iron та silver в англійській мові або Eisen та Silber у німецькій для Fe та Ag, відповідно). Крім того, згідно з рекомендаціями IUPAC, 1) бажано, щоб назви хімічних елементів були якнайближче до англійських, але можуть бути і традиційними, що сформувалися історично; 2) назви хімічних елементів й утворених ними простих речовин мають бути однаковими, крім випадків, коли елемент утворює декілька алотропних видозмін, назви яких склалися історично.
25-річний дослід вживання латинізованих назв елементів, відмінних від назв відповідних простих речовин, було визнано незадовільним. Ці назви були впроваджені в освіті, але в науково-технічної діяльності вони не знайшли широкого застосування. Тому в новому стандарті ДСТУ 2439:2018 «Хімічні елементи та прості речовини. Терміни та визначення основних понять, назви й символи», що набув чинності з 1 жовтня 2019 року замість стандарту ДСТУ 2439-94, повернуто більшість українських традиційних назв хімічних елементів та правило написання назв елементів з маленької літери: водень (дозволено також гідроґен), вуглець (дозволено карбон), кисень (дозволено оксиґен), азот (дозволено нітроґен), фтор (дозволено флюор), кремній (дозволено силіцій), сірка (дозволено сульфур), залізо (дозволено ферум), мідь (дозволено купрум), срібло (дозволено арґентум), олово (дозволено станум), золото (дозволено аурум), ртуть (дозволено меркурій та гідрарґірум), свинець (дозволено плюмбум). Скасовано назви Нікол (повернуто нікель), Платинум (повернуто платина), Цина (повернуто олово). Дореформені назви марганець, миш'як, сурма, вісмут замінено на манґан, арсен, стибій, бісмут.
| Елемент | Назва до реформи | Назва за ДСТУ 2439-94 (1994 р.) | Назва за ДСТУ 2439:2018               |
| H       | водень           | Гідроген                        | водень (дозв. гідроґен)               |
| C       | вуглець          | Карбон                          | вуглець (дозв. карбон)                |
| O       | кисень           | Оксиген                         | кисень (дозв. оксиґен)                |
| N       | азот             | Нітроген                        | азот (дозв. нітроґен)                 |
| F       | фтор             | Флуор                           | фтор (дозв. флюор)                    |
| Si      | кремній          | Силіцій                         | кремній (дозв. силіцій)               |
| S       | сірка            | Сульфур                         | сірка (дозв. сульфур)                 |
| Mn      | марганець        | Манган                          | манґан                                |
| Fe      | залізо           | Ферум                           | залізо (дозв. ферум)                  |
| Ni      | нікель           | Нікол                           | нікель                                |
| Cu      | мідь             | Купрум                          | мідь (дозв. купрум)                   |
| As      | миш'як           | Арсен                           | арсен                                 |
| Ag      | срібло           | Аргентум                        | срібло (дозв. арґентум)               |
| Sn      | олово            | Станум (або Цина)               | олово (дозв. станум)                  |
| Sb      | сурма            | Стибій                          | стибій                                |
| Pt      | платина          | Платинум                        | платина                               |
| Au      | золото           | Аурум                           | золото (дозв. аурум)                  |
| Hg      | ртуть            | Меркурій                        | ртуть (дозв. меркурій та гідрарґірум) |
| Pb      | свинець          | Плюмбум                         | свинець (дозв. плюмбум)               |
| Bi      | вісмут           | Бісмут                          | бісмут                                |

## Окиснення замість окислення
Замість раніше вживаного терміна «окислення» було введено неологізм «окиснення». Водночас, «окиснення» в ряді випадків тлумачиться як різновид окислення за участю кисню (тобто, окиснення є синонімом до оксигенізації).

## Назви кислот
Традиційні назви кислот (сірчана, соляна, азотна та ін.) замінено назвами на основі назв солей цих кислот (сульфатна, хлоридна, нітратна та ін.)

## Ефіри та естери
Термін «ефіри» («етери») зберігся за простими ефірами — органічними сполуками с загальною формулою R—O—R'. Складні ефіри (похідні оксокислот, які мають щонайменш одну оксогрупу =O та щонайменш одну гідроксогрупу —OH, в якої водень замінено на вуглеводневий залишок R) перейменовано в естери. Уведення термінів «етери» й «естери» замість «простих» і «складних ефірів» є поверненням до класичних термінів, які використовувалися ще у 1930-х роках.